# Mechanische Ähnlichkeit
Die mechanische Ähnlichkeit ist ein Konzept in der klassischen theoretischen Mechanik des Lagrange-Formalismus. Mithilfe der mechanischen Ähnlichkeit können, ohne dass die Bewegungsgleichungen gelöst werden müssten, die mechanischen Grundgrößen verschiedener Bahnkurven in einem konservativen Kraftfeld zueinander in Relation gesetzt werden.
Voraussetzung für die Anwendbarkeit des Konzepts ist ein skaleninvariantes Potential, aus dem das Kraftfeld hervorgeht.

## Aussage
Sei {\displaystyle V(x_{1},\dots ,x_{n})} ein skaleninvariantes Potential vom Grad {\displaystyle k}; d. h. für ein beliebiges {\displaystyle \alpha } gelte {\displaystyle \textstyle V(\alpha x_{1},\dots ,\alpha x_{n})=\alpha ^{k}V(x_{1},\dots ,x_{n})}.
Dann folgt für zwei Bahnkurven in diesem Potential für jede Größe der Dimension der Koordinaten {\displaystyle l} bzw. {\displaystyle l'} und jede Größe der Dimension Zeit {\displaystyle t} bzw. {\displaystyle t'}:
{\displaystyle {\frac {t'}{t}}=\left({\frac {l'}{l}}\right)^{1-{\frac {k}{2}}}}
Daraus abgeleitet folgen die entsprechenden Relationen für die Geschwindigkeiten {\displaystyle v}, die Energien {\displaystyle E} und die Drehimpulse {\displaystyle L}:
{\displaystyle {\frac {v'}{v}}=\left({\frac {l'}{l}}\right)^{\frac {k}{2}}\qquad {\frac {E'}{E}}=\left({\frac {l'}{l}}\right)^{k}\qquad {\frac {L'}{L}}=\left({\frac {l'}{l}}\right)^{1+{\frac {k}{2}}}}

## Herleitung
Die Lagrangegleichungen sind invariant unter einer Skalierung {\displaystyle {\mathcal {L}}\to {\mathcal {L}}'=\xi {\mathcal {L}}}, wobei {\displaystyle {\mathcal {L}}} die Lagrangefunktion des Systems ist. In der klassischen Mechanik gilt
{\displaystyle {\mathcal {L}}={\frac {1}{2}}m\left({\frac {\mathrm {d} x}{\mathrm {d} t}}\right)^{2}-V(x)}
Skaliert man alle Koordinaten mit dem Faktor {\displaystyle \alpha } und alle Zeiten mit dem Faktor {\displaystyle \beta }, dann gilt mit der Annahme eines skaleninvarianten Potentials
{\displaystyle {\mathcal {L}}'={\frac {1}{2}}m{\frac {\alpha ^{2}}{\beta ^{2}}}\left({\frac {\mathrm {d} x}{\mathrm {d} t}}\right)^{2}-\alpha ^{k}V(x)}
und somit die Invarianz der Bewegungsgleichungen für 
{\displaystyle \beta =\alpha ^{1-{\frac {k}{2}}}}.
Eine Skalierung der koordinatenartigen Größen um einen Faktor {\displaystyle \alpha } erfordert somit eine Skalierung der zeitartigen Größen um einen Faktor {\displaystyle \textstyle \alpha ^{1-{\frac {k}{2}}}}, um „dieselbe Physik“ zu erhalten.

## Anwendungen
In der klassischen Physik gibt es drei bekannte Anwendungen der mechanischen Ähnlichkeit:
- Für den freien Fall ist {\displaystyle V=mgz\sim z^{1}}. Daraus folgt das Fallgesetz {\displaystyle t'/t=(l'/l)^{1/2}\Rightarrow t\propto {\sqrt {l}}}: Die Fallzeit eines Körpers ist proportional der Wurzel aus der Fallhöhe.
- Für den harmonischen Oszillator ist {\displaystyle V=mgl\phi ^{2}\sim \phi ^{2}}. Daraus folgt das Pendelgesetz {\displaystyle t'/t=1}: Die Periodendauer des Pendels hängt nicht von seiner Auslenkung ab.
- Für das Gravitationsgesetz ist {\displaystyle V=-GmMr^{-1}\sim r^{-1}}. Daraus folgt das dritte Keplersche Gesetz {\displaystyle t'/t=(l'/l)^{3/2}\Leftrightarrow (t'/t)^{2}=(l'/l)^{3}}: Die Quadrate der Umlaufzeiten der Planeten verhalten sich wie die Kuben ihrer großen Halbachsen.